# Eranina piterpe
Eranina piterpe là một loài bọ cánh cứng trong họ Cerambycidae.